# Peltast

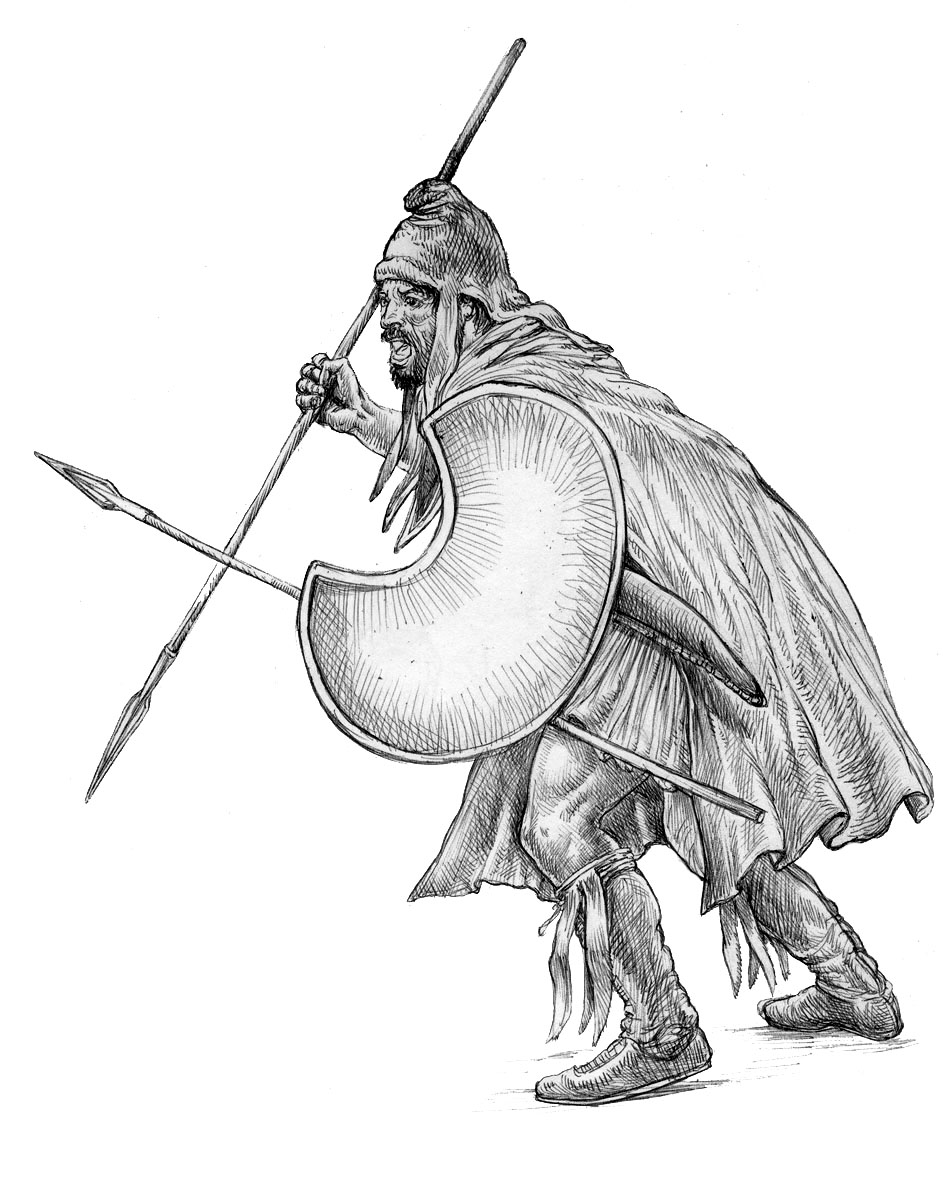
Thrakisk peltast.

Peltast var en typ av lätt infanteri under antiken. Peltasterna var utrustade med en sköld (peltarion) och flera kastspjut.
Den atenske befälhavaren Ifikrates var känd för sitt framgångsrika sätt att använda peltaster.

## Hur användes peltasterna?
Till skillnad från hopliterna i antikens Grekland slogs inte peltasterna i närkamp. Detta gjorde att de inte behövde ha rustning på sig och fick därmed större uthållighet och rörlighet än hopliterna.
I Grekland fanns det inget kavalleri att tala om, och det enda sättet att skydda sig mot spjutkastare var att ta med egna spjutkastare. Men när båda sidors hopliter var uppställda anföll grekerna varandra, därför att man ville behålla sitt lätta infanteri, för om detta vapenslag gått förlorat hade förmodligen fiendens spjutkastare kastat spjut bakom eller på den oskyddade högra sidan av hopliternas formation.
En annan användning av det lätta infanteriet var att förfölja flyende hopliter som kastat sin sköld, eftersom de då inte kunde skydda sig mot projektiler och blev därmed lättare att döda än annars.